# محمد أسامة (لاعب كرة قدم)
محمد أسامة مرسي (1 يوليو 1995) هو لاعب كرة قدم مصري ، يجيد اللعب في مركز الوسط ويلعب حاليا لفاركو.
وكان محمد أسامة قد سبق له اللعب لمنتخب مصر للشباب والمنتخب الأولمبي، كما لعب لأندية المصري البورسعيدي، والاتحاد السكندري، وبتروجيت، وأسوان، قبل خوضه تجربة الاحتراف في الدوري الليبي كما لعب أيضا في الدوري السعودي.